# Chu Ba
Chu Ba (hoặc Châu Ba, tiếng Trung giản thể: 周波, bính âm Hán ngữ: Zhōu Bō, sinh tháng 6 năm 1962, người Hán) là chính trị gia nước Cộng hòa Nhân dân Trung Hoa. Ông hiện là Ủy viên dự khuyết Ủy ban Trung ương Đảng Cộng sản Trung Quốc khóa XIX, Bí thư Đảng tổ, Chủ tịch Ủy ban Liêu Ninh Hội nghị Hiệp thương Chính trị Nhân dân Trung Quốc. Ông từng là Phó Bí thư chuyên chức Tỉnh ủy Liêu Ninh; Thường vụ Thành ủy Thượng Hải, Phó Thị trưởng thường vụ Chính phủ Thượng Hải.
Chu Ba là đảng viên Đảng Cộng sản Trung Quốc, học vị Cử nhân Kỹ thuật hóa học, Thạc sĩ MBA, chức danh Cao cấp công trình sư. Ông có hơn 20 công tác trong khối doanh nghiệp nhà nước lĩnh vực công nghiệp hóa chất, 35 năm công tác ở quê nhà Thượng Hải trước khi được điều chuyển đến địa phương mới.

## Xuất thân và giáo dục
Chu Ba sinh tháng 6 năm 1962 tại thôn Tư Phúc (资福村), hương Thái Nhật, huyện Phụng Hiền, nay là xã khu Thái Nhật, trấn Kim Hối, quận Phụng Hiền, Thượng Hải, Cộng hòa Nhân dân Trung Hoa. Ông lớn lên ở Thái Nhật rồi tới Mẫn Hàng để học phổ thông, tốt nghiệp cao trung năm 1980 ở Trung học Mẫn Hàng Thượng Hải, thi cao khảo và đỗ Học viện Dệt may Đông Hoa (nay là Đại học Đông Hoa) trong quận Tùng Giang, Thượng Hải, theo học Khoa Tự động hóa và tốt nghiệp Cử nhân chuyên ngành Tự động hóa kỹ thuật hóa học và thiết bị đo đạc vào tháng 7 năm 1984. Tháng 9 năm 1993, ông tham gia chương trình nghiên cứu cấp cao phối hợp giữa Đại học Giao thông Thượng Hải và Đại học Konstanz, Đức về quản lý cấp cao xí nghiệp kỳ thứ 10 cho đến tháng 6 năm 1994. Sau đó, tháng 3 năm 1995, ông theo học cao học tại chức dành cho cấp cao ở Trường Kinh doanh quốc tế Trung Quốc – Châu Âu, nhận bằng Thạc sĩ Quản trị kinh doanh vào tháng 7 năm 1997.

## Sự nghiệp

### Doanh nghiệp nhà nước
Tháng 7 năm 1984, sau khi tốt nghiệp đại học, Chu Ba được Nhà máy Điện hóa Thượng Hải – doanh nghiệp nhà nước nhận vào làm việc và bắt đầu sự nghiệp của mình ở đây với vị trí đầu tiên là thiết kế viên về khí cụ đo kiểm của Phòng Thiết kế thuộc nhà máy. Một năm sau, ông được chuyển vị trí công việc sang Tổng nhà máy Chloralkali Thượng Hải, là kỹ thuật viên trong một phân nhánh của tổng nhà máy là Nhà máy Vinyl chloride. Liên tiếp 8 năm 1985–93, ông công tác trong nhà máy chuyên về tạo hợp chất vinyl chloride phục vụ sản xuất Polyvinyl chloride (PCV) này, dần dần là Trợ lý Xưởng trưởng, Phó Chủ nhiệm Phân xưởng khí cụ đo kiểm của nhà máy. Năm 1993, tổng nhà máy được tái cơ cấu thành lập Công ty cổ phần Kỹ thuật hóa học Chloralkali Thượng Hải (Thượng Hải Chloralkali), Chu Ba được phân công làm Phó Xưởng trưởng Xưởng PVC, rồi Trợ lý Tổng giám đốc Thượng Hải Chloralkali sau đó 1 năm. Tháng 7 năm 1995, ông được thăng chức làm Tổng giám đốc Thượng Hải Chloralkali, sang năm 1996 thì được điều chuyển làm Tổng giám đốc Tập đoàn Thiên Nguyên Thượng Hải (上海天原), một doanh nghiệp mới vừa được thành lập chuyên xuất nhập khẩu hàng hóa công nghệ cao. Ở Thiên Nguyên Thượng Hải đến năm 2000 thì ông được chuyển vị trí làm Phó Chủ tịch Tập đoàn Hoa Nghị, một doanh nghiệp chuyên về công nghiệp hóa chất, sau đó là Phó Bí thư Đảng ủy, Chủ tịch tập đoàn này từ tháng 8 năm 2002.

### Chính trường
Tháng 7 năm 2005, sau hơn 20 năm công tác trong các doanh nghiệp nhà nước, Chu Ba được điều chuyển tới Chính phủ Nhân dân thành phố Thượng Hải, bổ nhiệm làm Bí thư Đảng tổ, Chủ nhiệm Ủy ban Thương mại quốc tế Thượng Hải. Sang tháng 3 năm 2007, ông nhậm chức Phó Tổng thư ký Chính phủ Thượng Hải, là Bí thư Đảng tổ, Chủ nhiệm Ủy ban Cải cách và Phát triển Thượng Hải từ tháng 2 năm 2008. Trong 5 năm sau, vào tháng 2 năm 2013, Chu Ba được Ủy ban Thường vụ Nhân Đại Thượng Hải bổ nhiệm làm Phó Thị trưởng Thượng Hải. Trong giai đoạn này, ngày 21 tháng 12 năm 2015, Chu Ba bị kỷ luật bởi Thành ủy Thượng Hải và Ủy ban Kiểm tra Kỷ luật Trung ương Đảng về hành vi sử dụng công quỹ để tổ chức tiệc chiêu đãi công khai, vi phạm Tám vấn đề quy định về tinh thần của Đảng Cộng sản Trung Quốc. Tuy vậy, ông đã nhận lỗi, tích cực công tác và hoàn thành các hạng mục quản lý phát triển thành phố trong thời kỳ tiếp theo, nên đến cuối năm 2016 thì được bầu vào Ban Thường vụ Thành ủy Thượng Hải, sang tháng 1 năm 2017 thì được phân công là Phó Bí thư Đảng tổ, Phó Thị trưởng thường vụ. Ông cũng kiêm nhiệm là chủ nhiệm các cơ quan như Ủy ban Quản lý Khu thí điểm thương mại tự do Thượng Hải, Ủy ban Quản lý xây dựng và khai phát đảo Trường Hưng, Ủy ban Quản ký Khu khai phát công nghệ cao Trường Giang, Khu Kỳ nghỉ du lịch quốc tế Thượng Hải, Văn phòng xây dựng Trung tâm Thúc đẩy đổi mới khoa học và công nghệ Thượng Hải. Tháng 10 năm 2017, ông tham gia đại hội đại biểu toàn quốc, được bầu làm Ủy viên dự khuyết Ủy ban Trung ương Đảng Cộng sản Trung Quốc khóa XIX tại Đại hội Đảng Cộng sản Trung Quốc lần thứ 19.
Tháng 2 năm 2019, Chu Ba được điều chuyển tới Liêu Ninh, nhậm chức Phó Bí thư chuyên chức Tỉnh ủy Liêu Ninh. Ngày 30 tháng 1 năm 2021, ông được miễn các chức vụ ở Ban Thường vụ Tỉnh ủy, được bầu làm Chủ tịch Ủy ban Liêu Ninh Hội nghị Hiệp thương Chính trị Nhân dân Trung Quốc khóa XIII. Năm 2022, ông là đại biểu tham dự Đại hội Đảng Cộng sản Trung Quốc lần thứ XX từ đoàn đại biểu Liêu Ninh.